# Tucka
Die Tucka, auch Töckä, war ein Perlengewicht in Bombay.
- 1 Tucka = 0,014 Gramm
- 13 ¾ Tucka = 1 Ruttee/Röttih/Retty/Rutti/Ratis= 4 Quarter = 16 Annas
- 1 Tank = 24 Ruttees = 330 Tucka = 4,6655 Gramm